# 施芳瓏
施芳瓏 (Shih Fang-long) 臺北人，國立臺灣大學中國文學系學士，蘭卡斯特大學性別和婦女與宗教哲學研究雙碩士, 倫敦亞非學院宗教哲學研究博士。前倫敦政經學院台灣研究計畫室協同主任。 該研究計畫自2007年起出版學術期刊 Taiwan in Comparative Perspective (ISSN 1752-7732) ，至今共五期的版權頁皆列出施芳瓏為編者之一。

## 簡歷
施芳瓏長年旅居英國，在2016年先後投書網路媒體。BBC中文網專文中，認為蔡英文的演講讓台灣民主和女權與國際接軌，並且團結才會獲勝。風傳媒專文中，稱讚蔡英文就職演說。
2010年10月13日，時任英國倫敦政經學院台灣研究計畫室主任施芳瓏拜訪台灣民主基金會，來台從事田野調查，與台灣民主基金會分享其學術發現，並討論未來合作的計劃。

## 爭議
網路政論節目《政經關不了》主持人彭文正、名嘴曹長青認為，蔡英文學位門事件中的博士證書補發和博士論文補件，與施芳瓏有一定的關聯。對此言論，施曾表示：「不解有人大選前才好奇小英論文」當時仍以台灣研究計畫辦公室主任自稱，並說明蔡的博士證書會補發可能是找不到。要求獨派人士不要再搞政治鬥爭。之後施芳瓏被發現早就沒有職位；施仍發文回擊：「難道是影射LSE是野雞大學嗎?」
2019年10月8日，LSE官網的NEWS欄出現了一篇以校方名義發表的聲明，表示蔡英文的確有從該校獲得博士學位。雖然林環牆(Hwan Lin)和徐永泰兩名博士也繼續對此提出質疑，但並未獲得校方回應。彭文正更揚言提告倫敦政經學院。然而在揚言提告的幾日後彭文正又以聲明沒有署名，及分類為「媒體報導區」(in the press)非「新聞發布區」(News Release)為由宣稱該聲明為施芳瓏偷渡到官網上的。並將施芳瓏曾擔任主管的倫敦政經學院台灣研究計畫辦公室收受了一筆48萬英鎊的捐贈作為指控材料。11月28日，立委陳學聖召開立法院教育委員會會議，針對蔡英文論文門事件探討，民進黨立委均不出席。台大法律系名譽教授賀德芬再次針對48萬英鎊，要求說明。
2020年1月14日，呷新聞引述倫敦政經學院台灣研究計畫室官網揭露，施芳瓏在2015年6月15日上午與中國社會科學院台灣研究所所長周志懷、中國社會科學院台灣研究所助理研究員張華、廈門大學台灣研究院院長劉國深、廈門大學台灣研究院副院長李鵬、復旦大學台灣研究中心主任信強、復旦大學國際問題研究院副研究員章節根會面，並討論有關中國大陸的台灣政策和兩岸關係、台灣的國內政治發展、美國的亞太政策及其對東亞安全局勢的地緣政治影響。

## 榮譽
2018年北美洲台灣人教授協會第四屆「廖述宗教授研究獎金」

## 經歷
- 倫敦政經學院台灣研究中心研究員暨協同主任
- 捷克 Masaryk University in Brno 客座教授
- 美國漢學研究學會董事會委員。

## 近況
於2018年4月、2019年4月曾造訪國立中正大學。在2017年美西台灣人夏令會（TACWC 2017）演講哪吒、李靖、電音三太子等中國民間信仰與現代的結合。

## 研討會
- 施芳瓏 姑娘仔「污穢」的信仰與其社會建構?以北臺灣三間廟宇為例?，發表於「婦女與宗教」研討會系列一，中央研究院民族學研究所舉辦，一九九六年六月八日。

## 期刊
- 施芳瓏 游謙 宜蘭縣廟宇與神明傳說--一個初步的呈現與分析，《宜蘭文獻雜誌》，1993年[1]
- 施芳瓏 十種女神一種極致的臉?宜蘭縣女神信仰分析?，《宜蘭文獻雜誌》，第26期，1997年[2]
- 既鄙夷又畏懼--未婚去世女子的處理問題與文化意涵 施芳瓏 兩性平等教育季刊 2002年[3]

## 著作
- Shih, Fang-Long (2008) Re-writing religion: questions of translation, context, and location in the writing of religion in Taiwan. In: Shih, Fang-Long and Thompson, Stuart and Tremlett, Paul-François, (eds.) Re-writing culture in Taiwan. Routledge, London, UK, pp. 15-33.[4]
- Shih, Fang-Long and Thompson, Stuart and Tremlett, Paul-François, (eds.) (2008) Re-writing culture in Taiwan. Routledge, London, UK.
- Shih, Fang-Long (2007) The 'red' tide anti-corruption protest: what does it mean for democracy in Taiwan. Taiwan in comparative perspective, 1 pp. 87-98.
- Shih, Fang-Long (2007) Generation of a new space: A maiden temple in the Chinese religious culture of Taiwan. Culture and religion, 8 (1). pp. 89-104.
- Shih, Fang-Long and Feuchtwang, Stephan and Tremlett, Paul-François (2006) The formation and function of the category "religion" in anthropological studies of Taiwan. Method and theory in the study of religion, 18 (1). pp. 37-66.
- Shih, Fang-Long (2006) From regulation and rationalisation, to production: government policy on religion in Taiwan. In: Fell, Daffyd and Klöter, Henning and Bi-Yu, Chang, (eds.) What has changed? Taiwan before and after the change in ruling parties. Harrassowitz, Wiesbaden, Germany, pp. 265-283.
- 游謙 施芳瓏 宜蘭縣民間信仰 2003 宜蘭縣縣史館

## 外部連結
1. ↑  宜蘭縣廟宇與神明傳說--一個初步的呈現與分析 國家圖書館[永久]
2. ↑  .   [2019-11-20]. （原始内容存档于2020-10-31）.
3. ↑  既鄙夷又畏懼--未婚去世女子的處理問題與文化意涵 國家圖書館[永久]
4. ↑  . www.ith.sinica.edu.tw.